# Hermann Voget
Hermann August Voget (* 29. Januar 1838 in Bremen; † 5. Juni 1883 in Rodaun (Wien)) war ein deutscher Publizist und Dramatiker. Er machte sich vor allem als Kriegsberichterstatter von den verschiedenen Schauplätzen der deutschen Einigungskriege einen Namen.

## Leben und Werk
Voget entstammte einer streng calvinistischen Familie. Sein Vater hatte sich vom Lohgerber zum Tabakfabrikanten hochgearbeitet und war im Revolutionsjahr 1848 Mitglied der konstituierenden Bürgerschaft Bremens geworden. Voget denunzierte sich 1854 selbst wegen angeblicher Verschwörung, weil er hoffte, eine Gefängnisstrafe zum Studieren und Dichten nutzen zu können, ohne seinem inzwischen in wirtschaftliche Schwierigkeiten geratenen Vater zur Last zu fallen. Er begann, sich als Schauspieler zu versuchen, trat aber im Januar 1855 auf Wunsch seiner Eltern als Lehrling in eine Apotheke in Varel ein. 1858 legte er sein Examen ab und wurde Apothekengehilfe in Neustadtgödens, arbeitete aber gleichzeitig als Theaterkritiker.
1860 veröffentlichte Voget sein erstes Theaterstück, Die Stedinger. Im selben Jahr begann er eigentlich ein Studium der Medizin in Marburg, beschäftigte sich aber tatsächlich mit allen möglichen historischen und volkswirtschaftlichen Studien statt mit der Medizin. 1862 wechselte er an die Universität München, wo er auch politisch agitierte. Seinen Lebensunterhalt verdiente er sich zu dieser Zeit bereits als Korrespondent und Feuilletonist für die Weser-Zeitung und das Frankfurter Journal. 1863 hielt er sich zu Recherchen über Adalbert von Bremen in Hamburg auf, als Dänemark durch die Novemberverfassung einen Konflikt mit dem Deutschen Bund um Schleswig und Holstein heraufbeschwor. Voget engagierte sich als Sekretär in einem Werbebureau des Comités für die Freiwilligen-Armee und berichtete schließlich für verschiedene deutsche Zeitschriften von den Schlachtfeldern des Deutsch-Dänischen Krieges. Anschließend reiste er durch Deutschland, den Elsass und die Schweiz und berichtete aus Hamburg für die Allgemeine Zeitung, das Frankfurter Journal und den Schwäbischen Merkur. Im Herbst 1865 übernahm er die Redaktion der Itzehoer Nachrichten. Auf Grund ihrer Parteinahme für den Herzog von Augustenburg wurde die Zeitung vom preußischen Gouverneur Edwin von Manteuffel 1866 verboten. Sie wurde erst wieder zugelassen, als Voget, ein entschiedener Gegner der preußischen Annexion Schleswigs und Holsteins, aus der Redaktion ausschied.
1868 trat Voget in die Redaktion der Frankfurter Zeitung ein. Für sie nahm er 1870 als Kriegsberichterstatter am Deutsch-Französischen Krieg teil und berichtete von den Kämpfen bei Wörth, Sedan, Straßburg und Orléans. Seine Beiträge, in denen er in Einzelschicksalen und Alltäglichem Exemplarisches widerspiegelte, wurden auch in einigen weiteren Zeitungen nachgedruckt und fanden in ganz Deutschland Beachtung. Sie zeichnen sich auch durch eine verhältnismäßig differenzierte Darstellung der Franzosen aus. Besondere Aufmerksamkeit erregte Vogets Schilderung der Kämpfe um Bazeilles, deren Augenzeuge er geworden war, denn den eingesetzten bayerischen Soldaten war ein Massaker an der Zivilbevölkerung vorgeworfen worden. Voget nahm die Soldaten in Schutz, zeigte aber auch Verständnis für den erbitterten Kampf der französischen Soldaten und Zivilisten, die ihre Heimat verteidigt hätten.
Bei der Armeeführung war Voget schlecht gelitten. Bismarcks Pressereferent Moritz Busch hielt ihn für einen engagierten Vertreter demokratischer und preußenfeindlicher Blätter. Voget selbst bezeichnete sich als „Großdeutschen“, war mit Demokraten wie Ludwig Simon und Ludwig Pfau befreundet und engagierte sich für die internationale Friedensbewegung. Im Dezember 1870 wurde er auf Befehl des Großherzogs von Mecklenburg-Schwerin, dessen Führungsqualitäten er kritisiert hatte, aus Frankreich verbannt.
1872 wurde Voget Redakteur des Neuen Fremden-Blattes in Wien, das im Februar 1876 einging. Voget wechselte im September 1877 zum Fremden-Blatt, wo er vor allem über den Orient berichtete. Seit Herbst 1878 litt er an einer schweren Herzkrankheit. Im selben Jahr veröffentlichte er noch sein letztes Drama Versöhnt.

## Werke
- Die Stedinger. Dramatisches Gedicht. Bremen 1860.
- Liebe und Leben. Schauspiel in fünf Aufzügen mit einem Vorspiel Hamburg 1863.
- Die Geliebte des Königs. Hamburg 1864.
- Versöhnt. Schauspiel in vier Aufzügen. Wien 1878.